# 诺里奇12
诺里奇12（Norwich 12）是诺里奇遗产经济和再生信托基金会 （HEART） 的一项举措，旨在将诺里奇最具标志性的12座建筑开发为文化遗产系列景点，向国际展示过去1000 年 英国城市和文化的发展。基金会最初从英国财政部获得了100万英镑投资。“诺里奇12”的概念于2008年夏季推出。这12座建筑跨越诺曼、中世纪、乔治王、维多利亚时代直到现代。

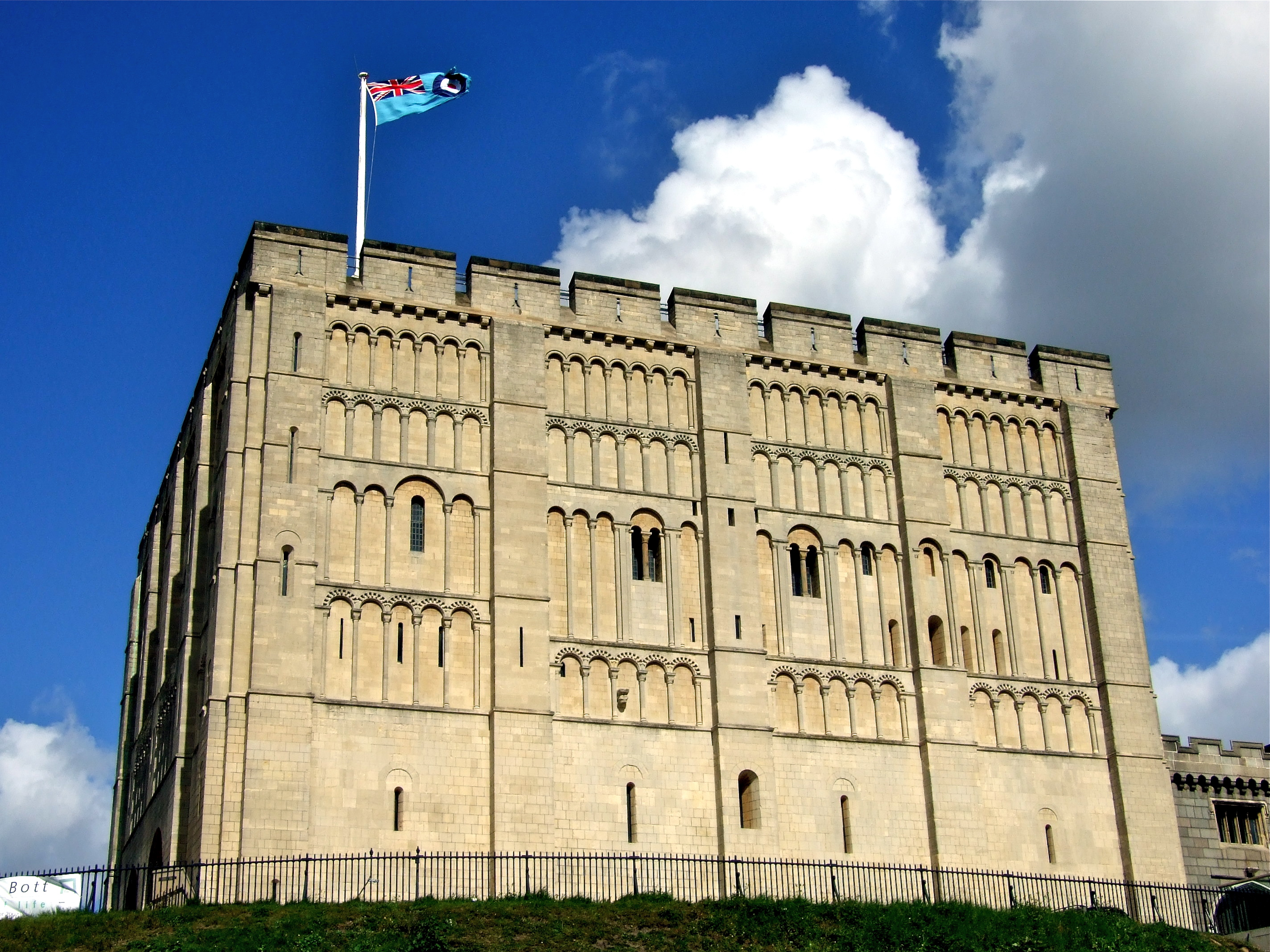
诺里奇城堡

1. 诺里奇城堡（1067-1075）：一座诺曼建筑，最初作为征服者威廉的宫殿，当时大多数都是小型的木制建筑，巨大的石砌主楼是国王权力的象征，并且是全国最大的，从14世纪到19世纪用作监狱。1894年开辟为博物馆[2][3]。
2. 诺里奇座堂（1096–1145）：大部分诺曼建筑仍然完好无损，为欧洲最完整的罗马式建筑之一。与城堡一样，其规模也象征着诺曼侵略者的力量和永久性。该堂拥有英格兰最高的诺曼钟楼（40米）和最大修道院，以及独特的中世纪屋顶雕刻。[2][3]
3. 诺里奇大医院（Great Hospital，1249)：一组特殊的中世纪医院建筑，成立于13世纪，作为护理机构已持续使用超过750年。最初用于照顾贫穷的神父。占地六英亩的建筑群，和丰富的档案，提供了过去750年的活生生的历史。
4. 圣安德烈大厅和黑衣修士大厅（The Halls – St Andrew's and Blackfriars' ，1307–1470)：英格兰最完整的中世纪修道院建筑群。今天用于会议、婚礼和音乐会[2][3]。
5. 诺里奇市政厅（Norwich Guildhall，1407–1424)：英格兰最大、最精致的中世纪省级市政厅。精心设计和大小反映了诺里奇作为中世纪英国最富有的省会城市之一的地位。 [2][3]
6. 龙厅（Dragon Hall，1427–1430）：是一个中世纪的交易大厅，由当地富商罗伯特·托普斯建造。
7. 诺里奇大会堂（Assembly House，1754–1755)：是一座乔治式建筑，现在用于展览、音乐会、会议和婚礼[2][3]。
8. 圣雅各磨坊（St James Mill ，1836–1839)：典型的英国工业革命磨坊。它位于13世纪白衣修道院（加尔默罗会）的原址，保留了原来的拱门[2][3]。
9. 诺里奇圣若翰洗者主教座堂（1884–1910）：是一座19世纪哥特复兴建筑。到19世纪，天主教徒再次可以在公共场合自由礼拜，诺福克公爵将其作为礼物送给该市, 因为他想要使天主教回到英国生活的中心。堂内有19世纪的花窗玻璃，丰富的大理石和石雕。[2][3]
10. 萨里大楼（Surrey House，1900–1912）：英国最优雅、最华丽的爱德华式办公楼之一。[2][3]
11. 诺里奇新市政厅（city Hall，1936–1938)：于1938年完工，拥有艺术装饰内饰、顶楼小穹顶、丰富的红木镶板和英格兰最长的阳台之一。[2][3]
12. 诺里奇论坛（The Forum，1999–2001）：东安格利亚的标志性建筑千年建筑，是21世纪设计的典范。[2][3]